# 12636 Padrielli
12636 Padrielli è un asteroide della fascia principale. Scoperto nel 1971, presenta un'orbita caratterizzata da un semiasse maggiore pari a 2,9934158 UA e da un'eccentricità di 0,0768430, inclinata di 10,73566° rispetto all'eclittica.